# Comat Technologies
Comat Technologies — индийская компания, организация социального предпринимательства, базирующаяся в Бангалоре. Специализируется на обеспечении онлайн-доступа к госуслугам для сельских районов Индии.

## История
Comat Technologies была основана в 1996 году в Бангалоре Рави Ранганом. Инвесторами компании являлись Сеть Омидьяра, Avigo Capital и Elevar Equity. Comat Technologies разработала и осуществила проект «Неммади», построив около 800 центров, преимущественно в штате Карнатака, в которых люди из бедных районов Индии могут получить онлайн-доступ к различным государственным услугам.
В процессе работы компания тесно сотрудничала с правительством штата. Ежедневно услугами компании пользовалось около 40 тысяч человек, около 20 тысяч получили работу в компании.
Компания также участвовала в оцифровке более 20 миллионов записей о земле, что принесло пользу более 6,7 миллионам фермеров штата.
Постепенно компания расширила сеть своих отделений, имея представительства уже в 11 штатах. В 2011 году было объявлено, что Comat Technologies был приобретён крупной компанией из Мумбая Glodyne Technoserve.
За свою +работу Comat Technologies удостаивалась наград, включая «Legatum Fortune Technology Prize», «NASSCOM Innovation Award» и Deloitte Fast 50 award.